# My Dear Melancholy,
My Dear Melancholy, è il primo EP del cantante canadese The Weeknd, pubblicato il 30 marzo 2018.
Prodotto principalmente da Frank Dukes, che lavora come produttore esecutivo al fianco di The Weeknd, presenta, tra gli altri, contributi di Gesaffelstein, DaHeala, Mike Will Made It, Skrillex e Guy-Manuel de Homem-Christo dei Daft Punk. Il progetto è stato descritto come un ritorno allo stile più oscuro delle opere precedenti di The Weeknd, come Trilogy e Kiss Land.

## Promozione
Il 3 marzo 2018 il rapper statunitense Travis Scott ha annunciato un nuovo album di The Weeknd su Twitter, definendolo «spaventoso» e confrontandolo con quando «ha ascoltato per la prima volta» la sua musica. Più tardi quel mese, The Weeknd spiegò che stava terminando il completamento di un nuovo progetto, condividendo più video silenziosi su Instagram di uno studio di registrazione, con la didascalia "mastering". Successivamente l'artista ha diffuso alcune immagini dallo studio sulla piattaforma.
Il 28 marzo The Weeknd ha annunciato l'uscita del progetto, pubblicando un fotogramma di una conversazione di messaggi di testo tra il direttore creativo La Mar Taylor e se stesso, riguardo al fatto che avrebbero dovuto «pubblicare [un nuovo disco il] venerdì»". Il giorno successivo ha rivelato la copertina e il titolo.
In seguito alla pubblicazione dell'EP, i videoclip orientati verticalmente per Call Out My Name e Try Me sono stati resi disponibili esclusivamente su Spotify.

## Accoglienza
Alexis Petridis, in un articolo per The Guardian, ha dichiarato che My Dear Melancholy, «abbandona il pick'n'mix e, in effetti, l'approccio hit-and-miss del precedente album Starboy in favore di qualcosa di più coeso: uniformemente downbeat e twilit, scorre molto bene»; tuttavia ha criticato il suo contenuto lirico. Il sito HipHopDX ha commentato che l'EP «non apre nuovi orizzonti e, come ha fatto in passato, rivisita elementi di progetti precedenti, ma senza la gigantesca lista tracce di Starboy e qualsiasi tentativo di accontentare un pubblico al di fuori del suo core, la mancanza di innovazione non sembra togliere il carattere conciso, concentrato e concettuale di questo gioiello R&B ben prodotto».

## Tracce
1. Call Out My Name – 3:48 (Abel Tesfaye, Adam Feeney, Nicolas Jaar)
2. Try Me – 3:41 (Tesfaye, Ahmad Balshe, Jason Quenneville, Feeney, Michael Len Williams II, Marquel Middlebrooks)
3. Wasted Times – 3:40 (Tesfaye, Brittany Hazzard, Sonny Moore, Feeney)
4. I Was Never There (feat. Gesaffelstein) – 4:01 (Tesfaye, Mike Lévy, Feeney)
5. Hurt You (feat. Gesaffelstein) – 3:50 (Guy-Manuel de Homem-Christo, Tesfaye, Lévy, Feeney, Henry Russell Walter)
6. Privilege – 2:50 (Tesfaye, Quenneville, Feeney)

## Formazione
Musicisti
- The Weeknd – voce
- DaHeala – tastiera, programmazione (tracce 2 e 6)

Produzione
- The Weeknd – produzione esecutiva
- Frank Dukes – produzione esecutiva
- Shin Kamiyama – ingegneria del suono
- Florian Lagatta – ingegneria del suono (traccia 5)
- Jaycen Joshua – missaggio
- David Nakaj – assistenza al missaggio
- Maddox Chhim – assistenza al missaggio